# Lasst mich doch eine Taube sein
Lasst mich doch eine Taube sein (Jugoslawischer Titel: Волио бих да сам голуб, Volio bih da sam golub) ist ein deutsch-jugoslawischer Spielfilm der DEFA und Sutjeska Film, Sarajevo von Miomir Stamenković aus dem Jahr 1990 nach dem gleichnamigen Roman von Wolfgang Held aus dem Jahr 1986, der auf authentischen Ereignissen beruht.

## Handlung
Im August 1943 wird in Slowenien eine Partisaneneinheit aus Angehörigen der deutschen Minderheit und Überläufern der Wehrmacht gebildet. Mit dieser Gründung und der Vereidigung der Kämpfer beginnt der Film. Die Gruppe, die den Namen Ernst Thälmann tragen wird, erhält die Aufgabe, Propaganda für den Volksbefreiungskampf zu machen und neue Mitglieder zu werben.
Zur gleichen Zeit fährt der deutschstämmige Textilienhändler Hans Sulka mit seinem Pferdefuhrwerk auf einer Fähre über einen Fluss. Diese wird aus einem naheliegenden Wald beschossen, um einen Kämpfer der Widerstandsbewegung zu befreien. Hans lädt einen verwundeten deutschen Soldaten, zwei andere überleben den Angriff nicht, auf seinen Wagen und liefert ihn in der nächsten Stadt bei einer Einheit der Waffen-SS ab. Wegen dieser Befreiungsaktion lässt der SS-Obersturmbannführer Schnitzinger die Bewohner eines Dorfes zur Strafe zusammentreiben und mit Stroh überdecken. Der SS-Mann, der die Leute anzünden soll, weigert sich und wird deshalb von Schnitzinger erschossen, aber der nächste führt den Befehl aus. Der kurz danach mit seiner Tochter Anna und deren Sohn Boris in einer Kutsche vorbeifahrende Hans Sulka sieht nur noch die verbrannten Leichen.
Marias Blanusas Freund, der als Soldat der Wehrmacht von der Ostfront desertiert ist, sucht für ihn einen Weg zu den Partisanen und bekommt von ihrer Bekannten Lajzika den Rat, sich an ihren Onkel Hans Sulka zu wenden. Als sie ihn sprechen will, macht sich Anna gerade auf den Weg, um Mitglied bei den Partisanen zu werden. Am nächsten Tag fährt ein SS-Oberscharführer mit dem Motorrad vor das Geschäft von Hans Sulka und wird von Boris freudig begrüßt, denn es ist sein Onkel Josef. Als Hans diesen fragt, ob er etwas von der Strafaktion gehört hat, sagt er nicht, dass er selbst dabei gewesen ist. Von Boris erfährt er aber, dass seine Schwester in den Wald zu den Kämpfern gegangen ist, Josefs größte Sorge ist jedoch, deshalb Ärger mit seinem Vorgesetzten zu bekommen, wenn der davon erfährt. Anna ist bei den Partisanen eingetroffen, wird als Sanitäterin eingesetzt und ist glücklich, wieder mit ihrem Geliebten Milan Folk zusammen zu sein, der der Kommandeur der Gruppe ist.
Als Hans Sulka bei der SS den für seine Fahrten zu den Märkten erforderlichen Passierschein abholt, bekommt er diesen nur für die Zusage, der SS zu verraten, wo sich das Quartier der Partisanen befindet. Sollte er das nicht herausfinden, wird sein Sohn Josef an die Ostfront versetzt. Zunächst nutzt er den Passierschein aber dazu, den desertierten Freund Marias zu den Kämpfern in den Wald zu bringen und nimmt dabei seinen Enkel mit, der somit seine Mutter einmal wiedersehen kann. Der Deserteur wird von einigen Leuten mit Misstrauen empfangen und Hans lässt einen großen Teil seiner Stoffe für das Nähen von Uniformen da, bevor er wieder zurück fährt. Auf dieser Fahrt erklärt er Boris, dass er sich nicht gegen eines seiner Kinder entscheiden will, also möchte er lieber eine Taube als ein Habicht sein. Wieder zu Hause, trägt er sich für einen Moment sogar mit dem Gedanken, sich das Leben zu nehmen.
In einem Dorf findet ein Volksfest mit Marktständen und Rummel statt. Auch Hans Sulka ist mit seinem Stand dabei und hat auch wieder seinen Enkel mitgebracht. Die Partisaneneinheit nutzt die Gelegenheit, um die Bewohner des Dorfes zum Kampf gegen die deutschen Faschisten aufzurufen, was aber nicht allen Einwohnern gefällt. Hans packt bereits seine Waren wieder ein, während sich Anna noch mit ihm unterhält und Boris mit dem Karussell seine Runden dreht. Mitten in dieses fröhliche Treiben und der agitatorischen Rede des Bauern Lukas Mattheis schlagen Einschüsse aus den Granatwerfern der SS-Einheit auf dem Festplatz ein. Da die Partisanen  laut Befehl nicht in die Kämpfe eingreifen dürfen, ziehen sie sich in den Wald zurück. Während die deutschen Soldaten gemeinsam mit der Ustascha in das Dorf einrücken, verstecken sich Hans und Boris am Wagen und müssen zusehen, wie das Pferd getroffen wird und stirbt. Als Hans seine Deckung verlässt, um nach dem Pferd zu sehen, wird er verhaftet. Josef bekommt von seinem Untersturmführer den Befehl ein Haus zu räumen, die Bewohner zu verhaften und es anzuzünden. Als er diesen Auftrag erledigt hat, entdeckt er in der angrenzenden Scheune seine Schwester, die aber nicht mit ihm mitgehen will. Die slowenischen Gefangenen werden sofort erschossen und die deutschen Sympathisanten der Partisanen sollen am nächsten Tag folgen.
Den Partisanen ist bewusst, dass ihre Aktion in dem Dorf verraten worden sein muss, da außer den eigenen Leuten keiner Kenntnis davon hatte. Es kommt aber langsam der Verdacht auf, dass Hans Sulka etwas damit zu tun haben könnte. Obwohl die Partisanen an keinen Kampfhandlungen teilnehmen dürfen, beschließen sie einstimmig, die noch nicht erschossenen Gefangenen zu befreien, was auch mit größeren Verlusten gelingt. Der übergeordnete Vorgesetzte der Partisanen, der nach der Befreiungsaktion eintrifft, gibt den Befehl, dass sich die Gruppe noch weiter in den Wald zurückziehen soll, da mit einem erneuten Angriff zu rechnen ist, denn der Verräter wurde noch nicht gefunden. Vorher erhält Hans Sulka den Auftrag, noch mehrere Medikamente zu beschaffen und zu liefern, damit die Verletzten richtig behandelt werden können, denn er ist der Einzige, der dazu in der Lage ist. Anna bringt die Liste zu Lajzika, trifft dort auf ihren Vater, der glaubhaft bestreitet, der SS den geplanten Einsatz im Dorf verraten zu haben.
Wieder zu Hause, wird Hans Sulka von zwei bewaffneten SS-Männern dem Obersturmbannführer Schnitzinger zugeführt, der ihm den Passierschein entzieht, da von ihm keine Mitarbeit zu erkennen ist und er sogar den Partisanen den Stoff für die Uniformen lieferte. Josef erhält den Marschbefehl an die Ostfront, jedoch erklärt sich dieser bereit, alles daran zu setzen, dass die Partisanen vernichtet werden können. Er kann seinen Vater mit einer List überzeugen in den Wald zu fahren, um Anna vor einer geplanten Strafexpedition zu warnen, weshalb er ihm auch erneut einen Passierschein und ein neues Pferd besorgt hat. Hans packt die Medikamente ein und fährt los, ohne zu merken, dass Josef ihm mit dem Motorrad folgt. Ihm wiederum folgen mit reichlichem Abstand SS-Soldaten mit Kanonen. Als Hans an einem Waldweg abbiegt, wartet Josef auf die nachfolgende SS-Einheit, um ihr den richtigen Weg zu zeigen.
Die Partisanen entdecken, dass sie eingekesselt werden und schicken einen Kämpfer los, um Verstärkung zu holen. Der fällt aber den Deutschen in die Hände. Hans erklärt sich bereit, mit seinem Fuhrwerk und Boris die Schwerverwundeten zu ihrem Schutz in eine nahegelegene Kirche zu fahren. Zu seiner Verteidigung erhält er vom Kommandeur ein Gewehr, das er aber zunächst nicht annehmen will. Zur gleichen Zeit erklärt sich Josef bereit, einen Beobachtungsposten in der Kirche zu beziehen. Als er dort eintrifft, sind die Schwerverwundeten bereits da. Als er sie entdeckt, schießt er mit der Maschinenpistole auf sie. Hans Sulka beobachtet den Vorgang und merkt dadurch, dass sein Sohn ihm nur geholfen hat, um die Partisanen zu finden. Es gibt für ihn, der immer jegliche Gewalt ablehnte, nur noch die Möglichkeit Josef zu erschießen. Die sich verteidigenden Partisanen werden mit Kanonenschüssen vernichtet.

## Produktion
Lasst mich doch eine Taube sein wurde vom DEFA-Studio für Spielfilme (Künstlerischen Arbeitsgruppe „Babelsberg“) und Sutjeska Film, Sarajevo (Jugoslawien) auf ORWO-Color gedreht und hatte am 22. Februar 1990 im Berliner Kino International seine festliche Premiere.
Das Szenarium stammt von Wolfgang Held und für die Dramaturgie war Dieter Wolf verantwortlich.

## Kritik
Das Lexikon des internationalen Films schreibt, dass dieser nach authentischen Ereignissen gedrehte Film künstlerisch unbefriedigend ist.